# Sinh đôi dính liền
Sinh đôi dính liền là cặp sinh đôi giống hệt nhau có phần cơ thể nào đó bị dính lại với nhau. Đây là một trong hiện tượng hiếm khi xảy ra, với tỉ lệ chỉ 1/50.000 hoặc 1/200.000, tỷ lệ này ở Đông Nam Á và Châu Phi hơi cao hơn trung bình. Khoảng một nửa trong số các trường hợp sinh đôi dính liền bị chết trong bụng mẹ, tỉ lệ các cặp sinh đôi còn sống khi sinh ra nhưng có dị dạng gây khó khăn cho cuộc sống thấp hơn. Tựu trung, tỷ lệ sống sót của các cặp sinh đôi dính liền là khoảng 25%.  trường hợp sinh đôi dính liền thì xảy ra ở giới tính nữ nhiều hơn, cứ ba cặp thì sinh đôi dính liền thì ở nữ có hai và  có một cặp nam.
Hai lý thuyết khả thi nhất được khá nhiều người quan tâm để giải thích trường hợp đặc biệt này là: 
- Lý thuyết này được những người lớn và nhiều thế hệ chấp nhận gọi là sự phân chia nhân, là trứng thụ tinh được tách ra chưa hoàn toàn.[3]
- Lý thuyết thứ hai là sự hỗn hợp, là trứng thụ tinh đã được tách biệt, nhưng tế bào gốc sẽ tìm những tế bào giống nhau và kết hợp (dính) với nhau.[3]

Cặp sinh đôi nổi tiếng nhất của mọi thời đại là Chang và Eng Bunker (Thai: อิน-จัน, In-Chan) (1811 – 1874), Thái Lan hai anh em này sinh ở Xiêm La, nay là Thái Lan, họ đi khắp nơi với gánh xiếc P.T. Barnum trong nhiều năm và được người ta gọi là anh em sinh đôi người Xiêm.  Chang và Eng bị dính nhau ở phần sụn xương ức. Nếu là trong thời hiện đại, hai anh em này có thể đã được tách ra một cách dễ dàng. Do sự nổi danh và sự dị biệt của họ, ngày nay trong một số ngôn ngữ, cụm từ "anh em sinh đôi người Xiêm" được dùng với ý nghĩa là một cặp sinh đôi dính liền.

## Quá trình tách
Các ca phẫu thuật để tách các cặp sinh đôi dính liền có thể từ đơn giản đến có khó tới cùng cực, phụ thuộc vào chỗ dính liền trên cơ thể. Đa số trường hợp của ca phẫu thuật để tách biệt sinh đôi dính liền rất nguy hiểm tới tính mạng. Trong nhiều trường hợp, các phẫu thuật sẽ bị chết một hoặc cả hai đều chết, đặc biệt là nếu cặp sinh đôi bị dính ở phần đầu. Cái này tạo nên sự đánh giá về luân lý của các cuộc giải phẫu tách rời khi mà cặp sinh đôi có thể sống mà không cần tách rời. Chỉ một số ít trong các cặp sinh dính liền mà còn sống vượt qua giới hạn có thể sống. Lori và George Schappell là một trong những ví dụ điển hình.
Một trong số trường hợp thú vị phải cặp sinh đôi buộc phải tách rời ví dụ như Mary và Jodie, là cặp sinh đôi dính liền từ Malta phải tách rời bởi lệnh tòa án trong Great Britain với sự chống đối vì tín ngưỡng của bố mẹ họ là Michaelangelo và Rina Attard, ca phẫu thuật được thực hiện trong tháng 11 năm 2000, tại bệnh viện St Mary trong Manchester. Ca phẫu thuật phải được thực hiện vì một trong hai đứa trẻ đã rất yếu sẽ chết như sự chẩn đoán của Bác sĩ. (cặp sinh đôi bị dính ở phần dưới bụng và xương sống; tim của Jodie và phổi cung cấp cho cả hai người họ) Dù gì đi nữa, nếu ca phẫu thuật không được thực hiện, điều chắc chắn xảy ra là cả hai có thể chết.

## Những trường hợp sinh đôi dính liền trong lịch sử

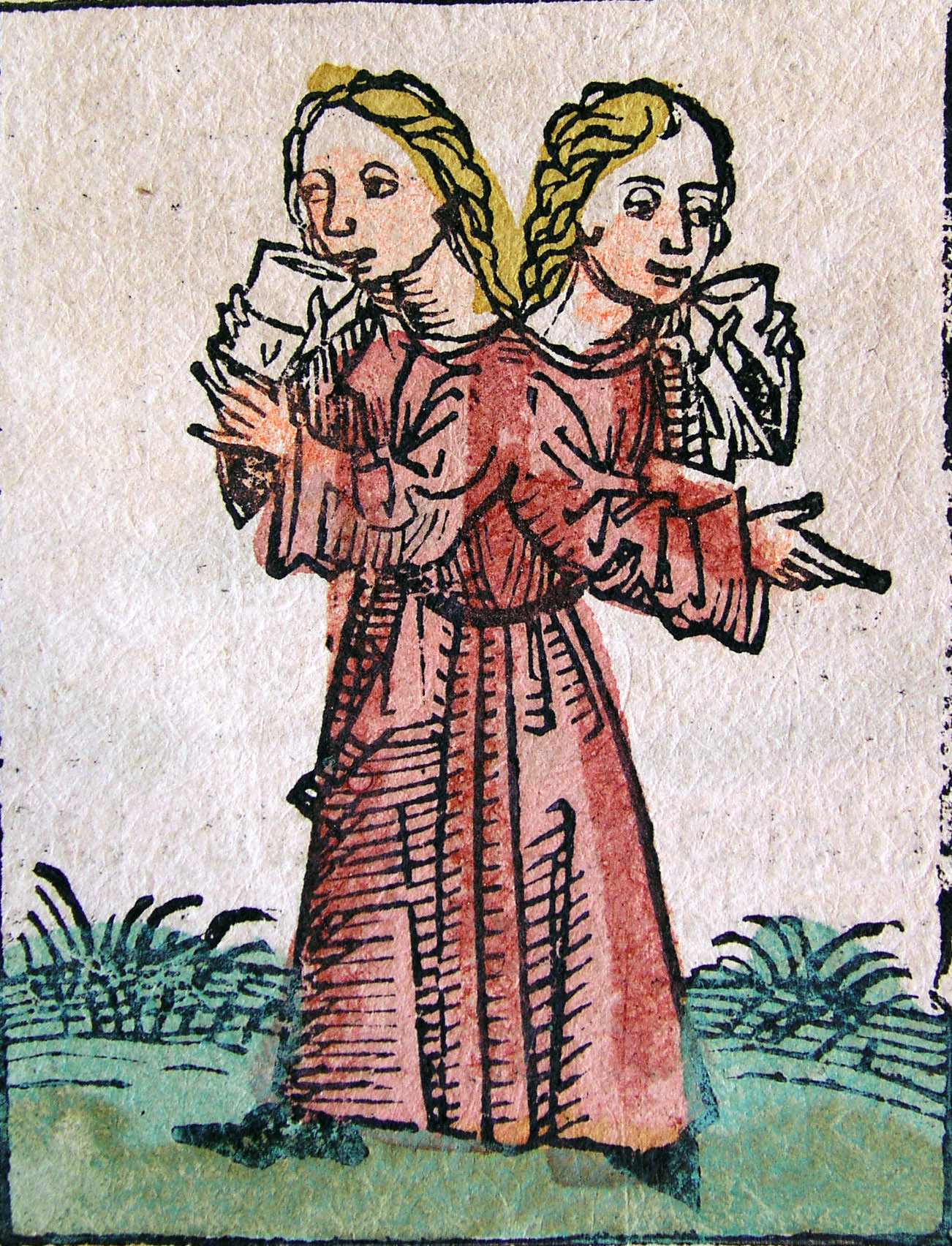
anh chị em sinh đôi dính liền từ Nuremberg Chronicle (1493).

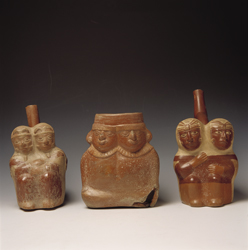
đồ gốm miêu tả sinh đôi dính liền năm 300 của CN tại bảo tàng Larco Lima, Peru.

Trong văn hóa Moche nền văn minh cổ đại của Peru miêu tả sinh đôi dính liền bằng đồ gốm từ 300 năm của Công Nguyên. Tư liệu sớm nhất cho biết trường hợp sinh đôi dính liền đầu tiên được biết tới vào năm 945, khi một cặp sinh đôi dính liền từ Armenia đã được đem đến constantinople để xét nghiệm y học. Họ được xác nhận là từ mầu nhiệm của Chúa và sự xuất hiện của sinh đôi dính liền là bằng chứng năng lực của bộ phận sinh dục nam thật sự gấp hai lần bình thường của người đàn ông.
Hai chị em người Anh, Mary và Eliza Chulkhurst, bị dính liền ở phần lưng (pygopagus), sống từ năm 1100 đến 1134 và là cặp sinh đôi dính liền nổi tiếng nhất vào thời xưa. Cặp sinh đôi đáng chú ý nữa là "anh em Scotland", được cho là thuộc loại dicephalus, có hai đầu và sử dụng chung một thân thể (1460–1488). Tiếp theo là cặp Helen và Judith của Szőny ở Hungary (1701–1723) thuộc loại pygopagus là cặp sinh đôi dính liền có khoảng thời gian ngắn trong nghệ thuật trước khi bị gửi vô sống ở tu viện. Rồi cặp Rita và Cristina của Parodi thuộc Sardinia sinh vào năm 1829. Rita và Cristina thuộc loại sinh đôi dicephalus tetrabrachius (một thân thể với bốn tay), và họ chết khi mới tám tháng tuổi. Khi còn sống, họ nhận được rất nhiều sự quan tâm và tò mò khi bố mẹ họ triển lãm cặp sinh đôi dính liền ở Paris.

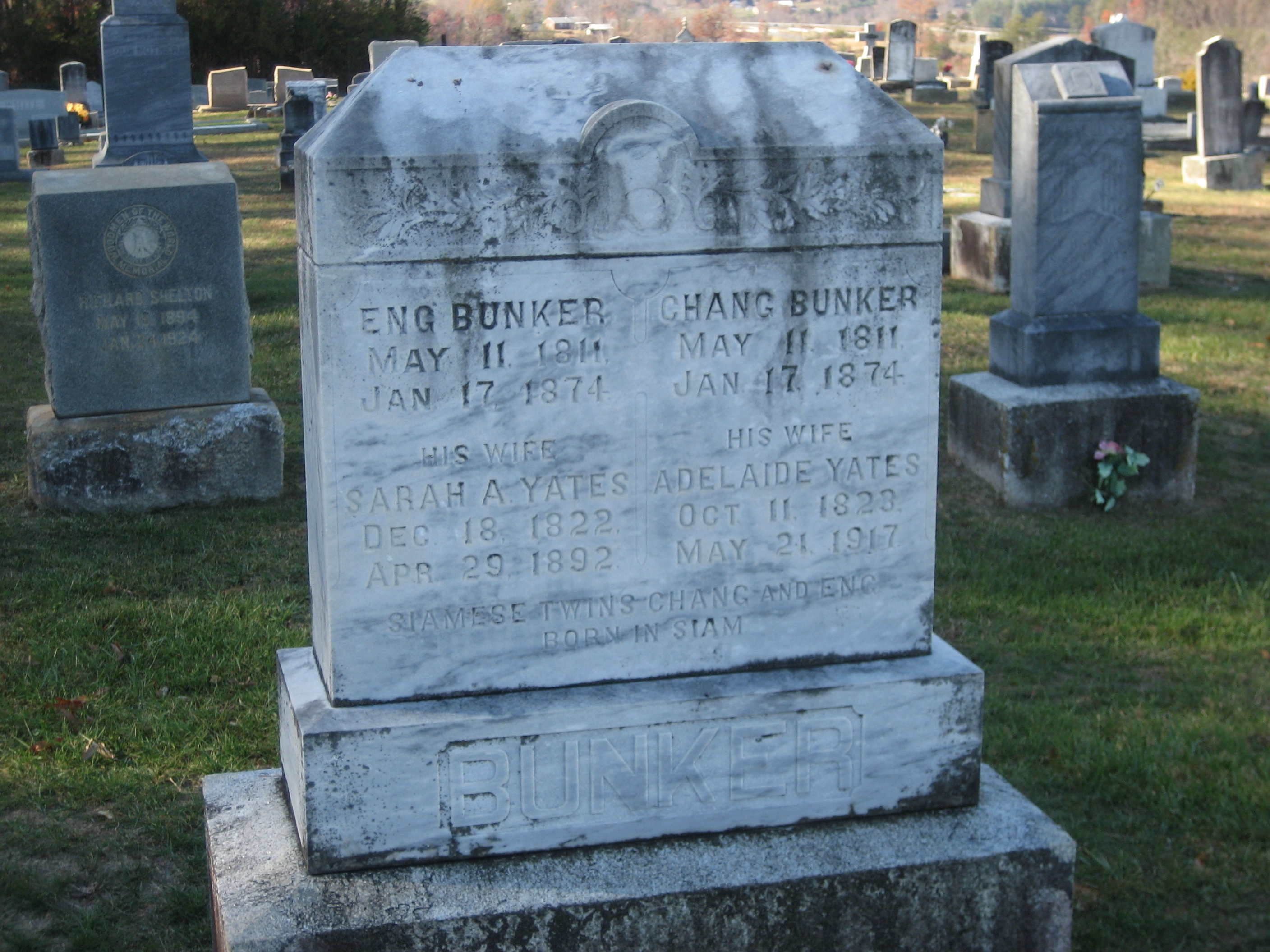
mộ của Eng và Chang Bunker gần Mt. Airy, North Carolina

Một số cặp sinh đôi dính liền ở thế kỷ 19 làm nghề trình diễn nghệ thuật, tuy nhiên không có ai đạt được mức danh vọng và tài sản như cặp sinh đôi Chang và Eng. Đáng kể nhất là cặp Millie và Christine McCoy (hoặc McKoy), sinh đôi loại pygopagus, sinh vào gia đình nô lệ ở Bắc Carolina năm 1851. Khi mới chào đời, họ bị bán cho J.P. Smith dùng để triển lãm kiếm tiền nhưng chẳng bao lâu họ bị bắt cóc bởi nhà triển lãm muốn cạnh tranh khác. Tên bắt cóc đã tẩu thoát đến Anh nhưng bị bắt giữ bởi vì Anh đã cấm chế độ nô lệ thời đó. Smith đi đến Anh cùng với mẹ họ là Monimia để gia đình họ được đoàn tụ. Smith và vợ ông đã hỗ trợ cho cặp sinh đôi học vấn và dạy họ tới năm ngôn ngữ khác nhau, chơi đàn, và hát. Sau này, cặp sinh đôi đó đã gặt hái được nhiều thành công. Họ còn được biết tới bằng cái tên "chim sơn ca hai đầu" và xuất hiện trong gánh xiếc Barnum. Năm 1912, họ chết vì bệnh lao và cách nhau 17 giờ.
Giovanni và Giacomo Tocci, từ Locana, Ý, đã trở thành hình ảnh bất tử trong câu truyện ngắn của Mark Twain "cặp sinh đôi dị thường" được ví như là cặp sinh đôi Angelo và Luigi trong khoa học giả tưởng. Toccis, sinh năm 1877, thuộc thể loại sinh đôi dicephalus tetrabrachius, có một người với hai chân, hai đầu, và bốn tay. Từ khi sinh họ bị huấn luyện bởi bố mẹ để biểu diễn mà không bao giờ được học biết đi, mỗi người trong cặp sinh đôi điều khiển một chân hiện nay gọi là physical therapy cho phép cặp sinh đôi như Toccis tự học đi mà không cần ai chỉ dạy). Họ nói là không thích bị ràng buộc với kinh doanh triển lãm chỉ để thỏa mãn nhu cầu tài chính của bố mẹ họ. Năm 1886, sau khi đi đến Hoa Kỳ, họ trở về Châu Âu với gia đình của họ, ở đây, họ bị bệnh rất nặng và yếu dần. Họ nghĩ rằng mình sẽ chết, tuy nhiên một số tài liệu cho thấy họ sống tới khi 1940, sống ẩn dật ở Ý.
Cuộc sống của Abd Manaf ibn Qusai bao gồm một truyền thuyết bí ẩn là anh đã dùng kiếm để chém lìa cặp sinh đôi dính liền của mình.

### Sinh vào thế kỷ 19 và trước đó
- Mary và Eliza Chulkhurst (1100 – 1134) (còn được biết đến như thiếu nữ Biddenden) từ Anh. Họ là một trong những cặp sinh dính liền sớm nhất được biết tới.
- Lazarus và Joannes Baptista Colloredo (1617 – 164?)
- Helen và Judith of Szony (Hungary, 1701–1723)
- Chang và Eng Bunker (1811 – 1874), từ Thái Lan, dính bới bộ phận xương cán ức, nhưng sau nhiều năm phần dính liền rộng hơn; từ anh em sinh đôi Siamese là được lấy từ trường hợp họ.
- Millie and Christine McCoy (ngày 11 tháng 7 năm 1851 - ngày 8 tháng 10 năm 1912) là cặp sinh đôi người Hoa Kỳ còn được gọi là "chim sơn ca hai đầu" và "sự bất ngờ thứ tám của thế giới".
- Giacomo và Giovanni Battista Tocci (1875? – 1912?)
- Rosa và Josepha Blazek của Bohemia (hiện thời Cộng hòa Séc (1878 – 1922)). Rosalie sinh người con trai vào năm 1910, chỉ có một duy nhất về trường hợp cá biệt này.[9]
- Radica và Doodica sinh ở Orissa, Ấn Độ năm 1888. họ thuộc dạng sinh đôi xương cán ức, dính ở sụn xương ức giống như Chang và Eng. Hai chị em này đã được tách tại Paris bởi  tiến sĩ Eugène-Louis Doyen với hy vọng cứu Radica. Tiến sĩ Doyen là người tiên phong cho những phim về chủ đề y khoa của ca phẫu thuật sinh đôi dính liền. Tuy ca phẫu thành công bước đầu, Doodica chết chậm chạp sau đó, và Radica cũng bị bệnh lap nặng và cuối cùng phải ra đi vào năm 1903, sống những năm tháng cuộc đời cuối cùng của mình ở sanitorium, Paris.[10]

### Sinh vào thế kỷ 20
- Ganga và Jamuna Mondal (1969/1970)
- Daisy và Violet Hilton của Brighton, miền Đông Sussex, Anh (1908 – 1969), sinh ở Anh, sống tại Hoa Kỳ, là nữ diễn viên, xuất hiện trước công chúng trong phim Freaks và Chained for Life;
- Lucio và Simplicio Godina của Samar, Philippines (1908 – 1936);
- Mary và Margaret Gibb của Holyoke, Massachusetts (1912–1967);
- Juraci và Nadi Climerio de Oliverras(1957 – 1974)
- Yvonne và Yvette McCarther của Los Angeles, California (1949 – 1992);
- Masha và Dasha Krivoshlyapova (ischiopagus tripus) Moskva, Nga (1950 – 2003), cặp sinh đôi nữ của Sô Viết/Nga, là trường hợp hiếm thấy ở sinh đôi dính liền có 2 đầu, 4 tay, 3 chân. Cái chân thứ ba bị cắt cụt khi họ khoảng 16 hoặc 17 tuổi.
- Lotti và Rosemarie Knaack (craniopagus) sinh tại Hamburg, Đức năm 1951. Craniopagus. Tác rời vào năm 1957 khi họ vào khoảng 6 tuổi. Lotti mất mạng ở khoa phẫu thuật.[11] #
- Ronnie và Donnie Galyon của Ohio (sinh 1951), hiện giờ là cặp đôi dính liền sống lâu nhất tới giờ.
- Lori và George (formerly Reba, born Dori) Schappell sinh ngày 18 tháng 9 năm 1961 tại Pennsylvania, người Mĩ được ưu đãi, không tách biệt được.
- Sherrie và Sharise Jones để vào ngày 15 tháng 7 năm 1967 và thành công ca phẫu thuật tách vào ngày 13 tháng 11 năm 1968 tại Brooklyn, New York, thuộc loại sinh đôi dính liên ischiopagus tripus[12]
- Ladan and Laleh Bijani của Shiraz, Iran (Persia) (1974 – 2003); chết sau khi ca phẫu thuật ở Singapore
- Nguyễn Việt và Nguyễn Đức, sinh ngày 25 tháng 2 năm 1981 tại tỉnh Kon Tum, Tây Nguyên, Việt Nam, và được tách vào ngày 4 tháng 10 năm 1988 tại Thành phố Hồ Chí Minh. Việt qua đời vào ngày 6 tháng 10 năm 2007.
- Ruthie và Verena Cady, sinh ngày 13 tháng 4 năm 1984, cặp sinh đôi thoracopagus. Chết vì bệnh tâm và vấn đề hô hấp ngày 19 tháng 7 năm 1991.  Lưu trữ ngày 21 tháng 8 năm 2016 tại Wayback Machine
- Katie và Eilish Holton của Kildare, Ireland, họ dính ở phần vai năm 1988. Họ được sinh ra với hai cái đầu và cổ tách biệt nhưng thân thể thì chỉ có một. Katie chết sau mấy ngày sau ca phẫu thuật năm 1992. . #
- Abigail và Brittany Hensel, sinh ngày 7 tháng 3 năm 1990 tại quận Carver, Minnesota, Hoa Kỳ, cặp sinh đôi thuộc dạng dicephalic, hai đầu, hai tay, hai chân, không thể tách.
- Iesha & Teisha Turner, sinh ngày 19 tháng 4 năm 1991 phẫu thuật tách thành công tại Bệnh viện Texas[13]
- Ram & Laxman sinh năm 1992, phẫu thuật tách thành công tại Guntur, Ấn Độ #
- Anjali & Geetanjalisinh năm 1993, phẫu thuật tác thành công tại Guntur, Ấn Độ #
- Rekha & Surekha sinh năm 1998, phẫu thuật tách thành công tại Guntur, Ấn Độ #
- Shawna and Janelle Roderick (thoracopagus) phẫu thuật tách thành công vào ngày 31 tháng 5 năm 1996[14] at Loma Linda Children's Hospital.[15] #

### Sinh vào thế kỷ 21
- Carmen và Lupita Andrade, sinh ở Dicephalus Tetrabrachius Dipus (2 đầu, 4 tay và 2 chân) năm 2000. Ca phẫu thuật để tách rời được báo là không thể.
- Ganga và Jamuna Shreshta của Nepal, ho sinh vào ngày 9 tháng 5 năm 2000 và đã được phẫu thuật thành công ở Singapore vào năm 2001; Ganga chết vào ngày 29 tháng 7 năm 2008 ở cái tuổi còn trẻ là 8 tuổi, chết vì bị bệnh về ngực.[16] #
- Rose và Grace Attard ("Mary và Jodie"), cặp sinh đôi Maltese bị dính ở phần xương sống, sinh vào tháng 10 năm 2000. Tách rời thành công ở Great Britain bởi tòa án nhưng với sự chống đối của bố mẹ họ, bởi vì Mary không thể giống tự lập một minh nếu tách rời khỏi người chị em của mình.[17] Mary died upon separation. #
- Ayşe và Sema sinh ở Kahramanmaraş, Thổ Nhĩ Kỳ vào ngày 24 tháng 12 năm 2000 với 2 đầu, 4 tay và 2 chân.[18]
- Lexi và Syd Stark sinh vào năm 2001, tách thành công vào những nămh công sau đó. #
- Mohamed và Ahmed Ibrahim, sinh ở cái phố nhỏ người Ai Cập vào ngày 2 tháng 6 năm 2001, thời gian của ca phẫu thuật là 34 tiếng ở trung tâm bệnh viên cho trẻ em ở Dallas vào ngày 12 tháng 10,2003 #
- Kendra và Maliyah Herrin cặp sih đôi ischiopagus ca phẫu tách rời vào năm 2006 khi họ 4 tuổi. Sinh với một cái thận duy nhất, Maliyah đã nhận được thận của mẹ mình, người mẹ vì muốn cho con sống đã hy sinh hiến thận cho con vào năm 2007. Mẹ của họ viết vào quyển sách về vấn đề kinh nghiệm "khi tim dính liền", quyển sách đầu tiên và duy nhất viết về sinh đôi dính liền bởi phụ huynh.[19] #
- Leah & Tabea B. sinh vào năm 2003 ở Đức, dính ở phần đầu, tách rời ở Baltimore năm 2004. Tabea chết sau đó. #
- Sarah và Abbey (Pygopagus) sinh ở New Zealand vào năm 2004 và ca phẫu thuật thành công vào những năm sau đó. #
- Veena & Vani phẫu thuật tách rời thành công vào năm 2004 ở Guntur, Ấn Độ. #
- Lakshmi Tatma (sinh vào năm 2005) là sinh đôi ischiopagus sinh ở quận Araria ở tiểu bang Bihar, Ấn Độ. Cô có 4 tay và 4 chân, kết quả từ bộ phận dính ở khung chậu với sự thiếu cái đầu ký sinh chưa được phát triển hoàn toàn. Một số người trong làng tôn cô ta thành vị thần của Hindu. vào tháng 9 năm 2007, ca phẫu thuật tách rời đã thành công.[20] #
- Jade và Erin Buckles, sinh vào ngày 26 tháng 2 năm 2004, Hoa Kỳ. Tách rời vào tháng 6 năm 2004.
- Emma và Taylor Bailey sinh vào ngày 20 tháng 9 năm 2006.[21]
- Krista và Tatiana Hogan, cặp sinh đôi người Canada dính ở cái đầu. Sinh vào ngày 25 tháng 10 năm 2006.
- Trishna and Krishna from Bangladesh were born around December, 2006, joined on the tops of their skulls, and sharing a small amount of brain tissue.  They were found in an orphanage, and their surname is not clear.  On 16 - 17 November, 2009, they were separated in Melbourne, Australia, in a 32-hour operation involving a surgical team of 16, who had to not only separate shared brain tissue, but perform plastic surgery to close up the girls' skulls.  Earlier, other operations had been performed to prepare for this separation.#
- Alex và Angel Mendoza sinh vào mùa hè năm 2008 và bị dính phần xướng ức tới khung chậu. Họ được tách rời thành công vào tháng 2 năm 2009.[22]#
- Faith và Hope Williams sinh ở thành phố London, Anh, vào ngày 26 tháng 9 năm 2008; chị em họ bị dính ở phần xương ngực tới rốn. Ngày 2 tháng 9 năm 2008, ca phẫu thuật được thực hiện ở London.[23] Hope chết vào ngày 3 tháng 12 năm đó. Faith died 23 days after her sister on Christmas Day, with her parents at her bedside.[24]#
- Jayden và Joshua Chamberlain sinh vào tháng 7 năm 2009 tại London, dính theo kiểu hai cái đầu đối mặt vào nhau và với trái tim dính với nhau. Jochua chết trước khi chào đời và Jayden chết sau 30 phút sau khi được sinh. Trước đó ca phẫu thuật đã được báo trước là rất nguy hiểm vì phải tách rời trái tim của họ đã bị nối với nhau.[25]
- Milagros và Ruth Guelac sinh vào Lima, Peru ngày 22 tháng 10 năm 2009. Họ xài chung tim và ruột, đều đó có nghĩa không thể nào tách rời họ được.
- Trúc Nhi và Diệu Nhi (sinh ngày 07 tháng 6 năm 2019) là hai chị em sinh đôi dính liền ở Việt Nam.